# Тетранитроглиоксальуреид
Тетранитрогликольурил — бесцветное кристаллическое взрывчатое вещество не растворимое в воде.

## Физические свойства
Плотность — 1.94-2.02 г/см. Самая высокая практическая плотность TENGU, полученного прессованием - 1.98 г/см. Максимальная плотность (2.02 г/см) достигается после перекристаллизации из нитрометана.
Бесцветное кристаллическое вещество не растворимое в воде, но за несколько часов гидролизуется до тетранитраминоэтана. Растворим во многих растворителях.

## Взрывчатые характеристики
Скорость детонации равняется не менее 9073 м/сек., при плотности 1.94 г/см. При плотности 1.98 г/см имеет скорость детонации - 9200 м/сек.
Имеет высокую бризантность. По взрывчатым характеристикам превосходит гексоген, ТЭН и октоген. Ввиду факта, что ТЭН, октоген и гексоген имеют меньшую плотность, чем тетранитрогликольурил, последний обладает особо ценными свойствами, которые позволяют ему использоваться, как мощное взрывчатое вещество вместо гексогена или октогена. TENGU чувствителен к механическому воздействию и по этому показателю превосходит ТЭН. По чувствительности к трению занимает среднее положение между гексогеном и ТЭНом. Имеет хорошую тепловую стабильность, сравнимую с тепловой стабильностью ТЭНа.

## Получение
Тетранитрогликольурил (TENGU) впервые был синтезирован советскими учеными на кафедре взрывчатых веществ Ленинградского химико-технологического института в 1971 году. На основе TENGU были также синтезированы продукт его гидролиза - 1,1,2,2-тетракис(нитрамино)этан, на основе которого были синтезированы бициклические нитрамины, в том числе 1,1 / -би(2,4,6-тринитро- 2,4,6-триазациклогексил) - димер штатного ВВ - гексогена (И.В. Целинский, И.Н. Шохор, К.А. Несслер).